# پاکورای نان
پاکورای نان نوعی پاکوره و یک میان‌وعده سرخ شده هندی است. این غذا همچنین به عنوان نان باجی (یا باجی) نیز شناخته می‌شود. یک غذای خیابانی رایج که از برش‌های نان، آرد نخودچی و ادویه‌جات و سایر مواد تشکیل‌دهنده تهیه می‌شود.
این میان‌وعده را با فرو بردن برش‌های نان مثلثی در خمیر آرد نخودچی تند و سرخ کردن آنها درست می‌کنند. برای درست کردن پاکورای نان استفاده از موادی مانند پوره سیب‌زمینی نیز رایج است. این نوع پاکوره را می‌توان به روش روغن‌پزی عمیق سرخ کرد یا به روش سرخ‌کردن تابه‌ای آماده کرد و با چتنی یا سس کچاپ سرو کرد.

## آماده‌سازی
پاکورای نان با سرخ کردن یک تکه نان آغشته به خمیر آرد نخودچی ادویه‌دار تهیه می‌شود. اغلب با چاتنی، مانند تمر هندی یا گشنیز-لیمو سرو می‌شود.

## تنوع
یکی از انواع نان پاکورا اضافه کردن پوره سیب‌زمینی است با این کار یک ساندویچ با دو برش نان ایجاد شده و سپس نان‌ها را سرخ می‌کنند.